# Wilhelm Faupel
Wilhelm Faupel —también escrito von Faupel— (Lindenbusch, Baja Silesia, 29 de octubre de 1873 - Berlín, 1 de mayo de 1945) fue un militar y diplomático alemán, conocido por su papel como diplomático de la Alemania nazi durante la guerra civil española. Primer embajador de la Alemania nazi en la España franquista, fue un ardiente partidario de la Falange y de la participación alemana en los asuntos internos españoles, lo que le costó varios conflictos con las autoridades franquistas. 
Conocedor del mundo hispano, dirigió en varias ocasiones el Instituto Ibero-Americano de Berlín. Y fue presidente de la Asociación Hispano-Germana en la sede que tuvo en el número 5 de la calle del Pinar, en Madrid. Al final de la Segunda Guerra Mundial, con la entrada de los soviéticos en Berlín, se suicidó junto a su esposa.

## Biografía

### Carrera militar
Faupel entró en el Ejército imperial alemán en 1892. Después de licenciarse y realizar estudios en la Academia de guerra, en 1900 estuvo presente durante la Levantamiento de los bóxers en China y más adelante estuvo destinado en las Schutztruppe del África del Sudoeste Alemana. Participó en la Primera Guerra Mundial, ocupando varios puestos militares. Llegó a ser condecorado con la orden "Pour le Mérite". Tras el final de la contienda estuvo al frente de un Freikorps y posteriormente se integró en el Reichswehr de la República de Weimar.
Entre 1921 y 1926 ejerció como consejero militar en Argentina y del general José Félix Uriburu, y a partir de 1926 fue nombrado inspector general del Ejército del Perú. Sin embargo, perdió este puesto tras la caída del presidente peruano Augusto B. Leguía. Entre 1934 y 1936 —y nuevamente entre 1938 y 1945—, Faupel dirigió el Instituto Ibero-Americano de Berlín. Desde este puesto colaboró intensamente a la difusión de la propaganda nazi, cooperando estrechamente con las SS.

### Guerra civil española
Tras el estallido de la guerra civil española, Faupel fue nombrado Encargado de Negocios de la Alemania nazi en la zona sublevada, con el propósito de apoyar a Francisco Franco. Su conocimiento del idioma castellano le hacía ideal para el cargo. Poco antes de partir para España, en noviembre de 1936, Hitler le dijo:

Su misión consiste única y exclusivamente en evitar que, una vez concluida la guerra (con la victoria de Franco), la política exterior [española] resulte influida por París, Londres o Moscú

Tras su llegada a Salamanca, capital de la España sublevada, desde un principio el nuevo representante alemán no tuvo buena acogida entre los dirigentes del Bando sublevado. No obstante, Faupel acogió de buen grado a Franco, aunque en su opinión el «generalísimo» era alguien incapaz de calibrar las necesidades de la situación. Desde su llegada a la zona sublevada, Faupel exhortó a Hitler y otros jerarcas nazis a que enviaran más fuerzas para apoyar a las tropas de Franco, reforzando así los primeros contingentes de la Legión Cóndor. Asimismo intervino en el ámbito político español interno, dando un importante apoyo a los falangistas y su líder, Manuel Hedilla. Su apoyo no disimulado a los falangistas y quizás también su arrogancia pronto le llevaron a entrar en conflicto con Franco, que llegó incluso a pedir su relevo; en esta solicitud de cese por parte de Franco influyeron las maniobras de Faupel en favor de Hedilla cuando este fue detenido. Ejerció como representante oficial de Alemania entre el 9 de febrero y el 18 de septiembre de 1937, cuando fue sustituido por Eberhard von Stohrer.
A pesar de los desencuentros con Franco, Faupel fue condecorado por este en 1938 con la gran cruz de la Orden de Isabel la Católica.

### Últimos años
Durante la Segunda Guerra Mundial siguió dirigiendo el Instituto Ibero-Americano, aunque no tuvo ningún papel importante. A pesar de su cese como embajador, Faupel continuó estando muy relacionado con las cuestiones españolas. Mantuvo un estrecho contacto con los círculos falangistas españoles que residían en la capital alemana. En este sentido mantuvo un estrecho contacto con Celia Giménez, jefa de la Sección Femenina en la Alemania nazi y «Madrina de la División Azul».
En los últimos meses de la contienda también estuvo estrechamente ligado con la «Einheit Ezquerra», unidad militar germana formada por españoles que estaba al mando de Miguel Ezquerra. Por iniciativa de Faupel el Instituto Ibero-Americano editó la revista Enlace, que quedaría bajo la dirección del antiguo nacionalista vasco Martín María de Arrizubieta Larrinaga. Bajo la égida de Martín de Arrizubieta, esta publicación —autodeclarada como nacionalsocialista  y destinada a un público castellanohablante en Alemania— adoptó una línea editorial que mezclaba nazismo, separatismo vasco y antifranquismo.
En los últimos días de la contienda, coincidiendo con la batalla de Berlín, Faupel y su esposa se suicidaron para evitar ser capturados por los soldados soviéticos. No obstante, durante algún tiempo los Aliados llegaron a pensar erróneamente que Faupel se había refugiado en la España franquista.

## Reconocimientos
- Gran Cruz de la Orden de Isabel la Católica (1938)
- Gran Cruz de la Orden Imperial del Yugo y las Flechas (1943)